# Kristo Robo
Kristo Robo (ur. 7 grudnia 1948) – albański strzelec sportowy specjalizujący się w pistolecie szybkostrzelnym, olimpijczyk z Barcelony.
W 1986 wziął udział w mistrzostwach świata, zajmując w swojej konkurencji 7. pozycję z rezultatem 593 punktów (97 pkt w finale).
W 1987 wziął udział w igrzyskach śródziemnomorskich w Latakii, na których zdobył złoty medal w strzelaniu z pistoletu szybkostrzelnego z dystansu 25 metrów. Cztery lata później, także podczas igrzysk śródziemnomorskich, wywalczył srebro w tej samej konkurencji.
W 1992 zaliczył swój jedyny w karierze występ w letnich igrzyskach olimpijskich. W ramach olimpijskich zmagań w Barcelonie, wystartował w swojej konkurencji strzeleckiej. Zajął 30. pozycję z końcowym rezultatem 565 punktów. Na tych igrzyskach był również chorążym reprezentacji Albanii na ceremonii otwarcia.